# Squadron (aviation)
Pour les articles homonymes, voir Squadron et Escadron.
 (juillet 2019).
Si vous disposez d'ouvrages ou d'articles de référence ou si vous connaissez des sites web de qualité traitant du thème abordé ici, merci de compléter l'article en donnant les références utiles à sa vérifiabilité et en les liant à la section « Notes et références ».

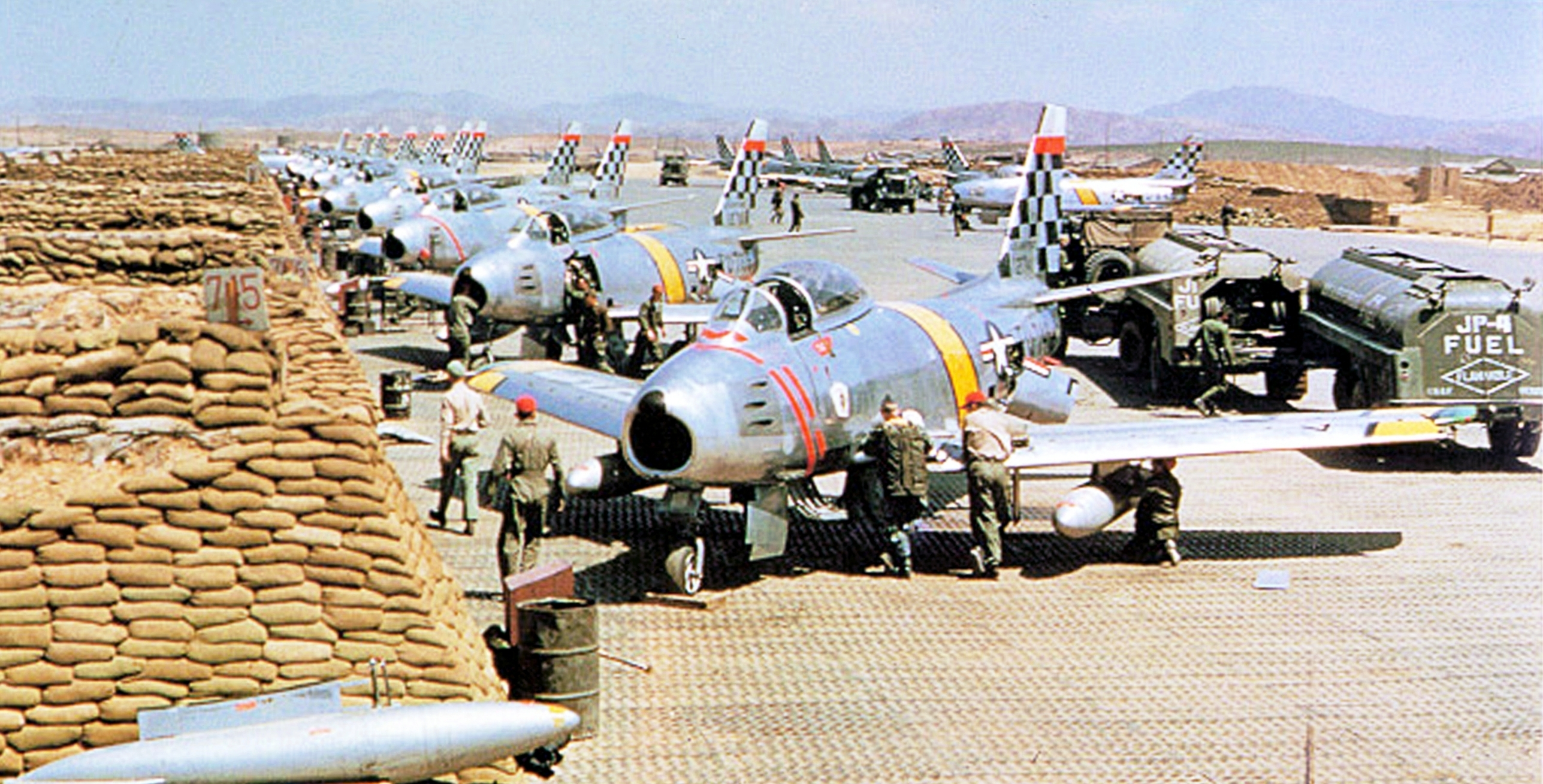
Un escadron de chasseurs F-86 Sabre de l'US Air Force au cours de la guerre de Corée, en 1951.

Un squadron, notion anglaise qu'on traduit par escadron en français, est principalement une unité d'une force aérienne (armée de l'Air), d'une aéronautique navale ou d'une aviation d'armée de Terre, comportant un certain nombre d'avions militaires – ainsi que leurs personnels navigants – généralement du même type, et comprenant de 12 à 24 appareils, parfois divisé en trois ou quatre escadrilles (ou flights), en fonction du type d'aéronef et de la force aérienne.
Les escadrons basés à terre et dotés d'aéronefs de type plus lourd, tels que des bombardiers à long rayon d'action, ou d'avions de transport, ou encore d'avions ravitailleurs comprennent typiquement environ 12 avions, alors que la plupart des unités équipées de chasseurs en comptent normalement de 18 à 24.

## Services aériens militaires des États-Unis
Contrairement aux unités de l'US Air Force (USAF) où les services de vol sont séparés du soutien administratif et des organismes de maintenance d'aéronefs, les escadrons aériens de l'Aéronautique Navale américaine (US Navy et US Marine Corps Aviation) incorporent généralement les tâches de soutien administratif et les fonctions organisationnelles de maintenance des avions, ainsi que, dans le total de l'effectif de l'escadron tout le personnel associé.
Dans l'aviation de l'USMC l'appellation "escadron" est également utilisée pour désigner l'ensemble des organisations de soutien de l'aviation équivalent à un bataillon. Ces escadrons comprennent : les QG de l'escadre aérienne, le commandement aérien tactique, le contrôle aérien, le soutien aérien, la logistique de l'aviation, le soutien et les escadrons de télécommunication de l'escadre aérienne.
De même, contrairement aux unités vol de l'USAF, les escadrons de l'Aviation Navale américaine (USN + USMC) embarqués ou basés à terre ont rarement plus de 12 aéronefs en parc à un moment donné.
Bien que faisant partie de l'aviation navale américaine, les unités d'aviation de la garde côtière sont centrées sur une base aérienne au lieu de la structure organisationnelle d'un escadron ou d'un groupe ou d'une escadre. La seule exception à cela est celle de l'Escadron d'Hélicoptères d'interdiction de la Garde Côtière (HITRON), qui est principalement engagée dans les opérations d'interdiction dans la lutte contre les stupéfiants (CN).